# Ecurie Bleue
Ecurie Bleue je nakdanje ameriško dirkaško moštvo, ki je med letoma 1937 in 1960 nastopalo na dirkah za Veliko nagrado, Formule 2 in Formule 1 z dirkalniki Delahaye 135CS, Delahaye 145, Cisitalia D46 in Cooper T51. Moštvo je skupaj nastopilo na devetinšestdesetih dirkah, na katerih je doseglo tri zmage in še deset uvrstitev na stopničke. Dve zmagi je dosegel René Dreyfus na dirkah Grand Prix de Pau in Velika nagrada Corka v sezoni 1938, tretjo in zadnjo pa Harry Schell na dirki za Veliko nagrado Salona v sezoni 1958.